# Bundesamt für Zoll und Grenzsicherheit

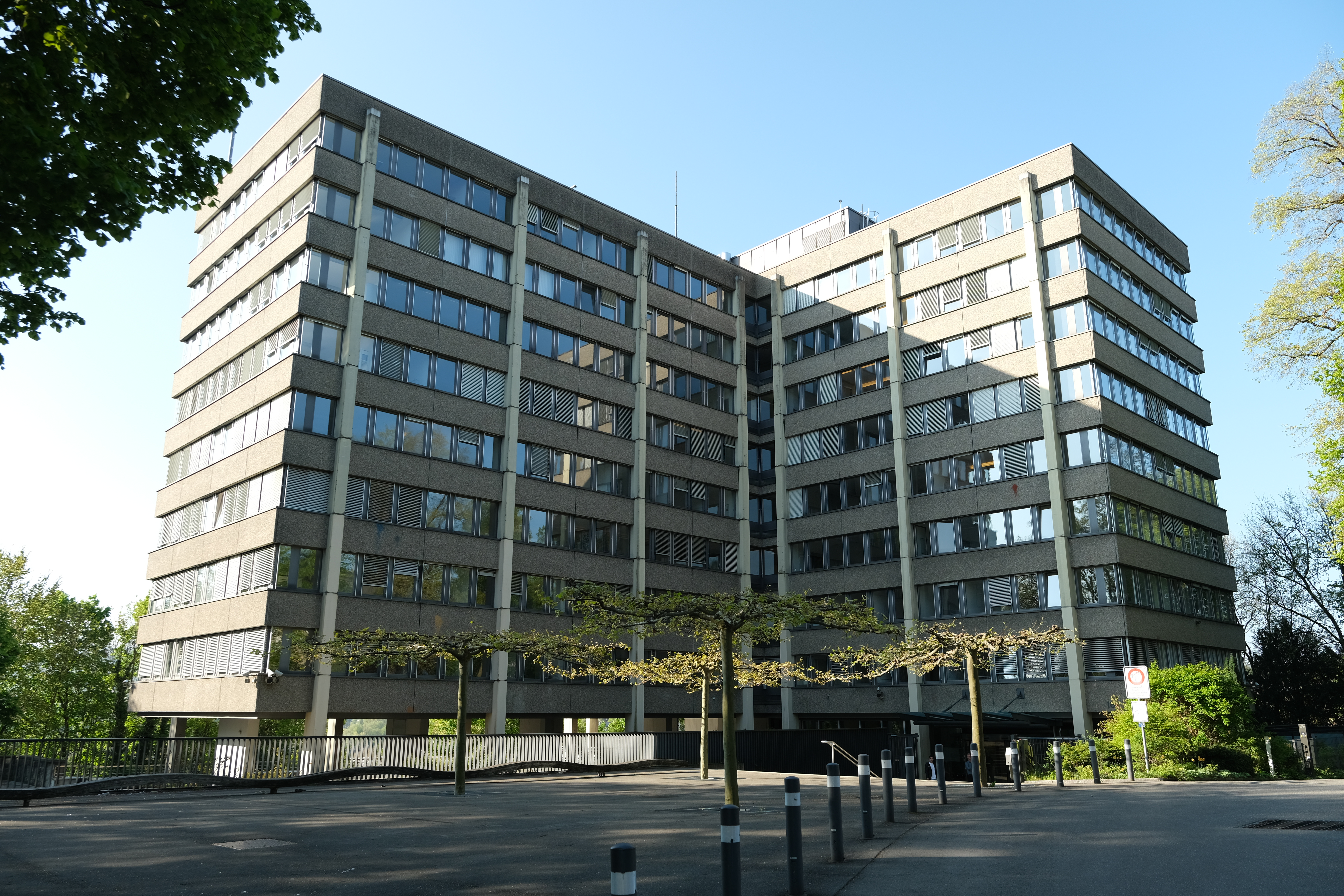
Das Hauptgebäude des Bundesamts für Zoll und Grenzsicherheit in Bern

Das Bundesamt für Zoll und Grenzsicherheit BAZG (französisch Office fédéral de la douane et de la sécurité des frontières OFDF, italienisch Ufficio Federale della dogana e della sicurezza dei confini UDSC, rätoromanisch Uffizi federal de la duana e de la segirezza dals cunfins UDSC, Englisch Federal Office for Customs and Border Security FOCBS) ist eine Bundesbehörde der Schweizerischen Eidgenossenschaft. Sie ist ein Amt des Eidgenössischen Finanzdepartements EFD. Im Rahmen einer umfassenden Reorganisation und Zusammenlegung von Grenzwache und Zoll wurde die ehemalige Eidgenössische Zollverwaltung per 1. Januar 2022 umbenannt in Bundesamt für Zoll und Grenzsicherheit.

## Aufgaben
Täglich passieren mehrere tausend Tonnen unterschiedlichster Güter die Schweizer Grenze. Die BAZG-Fachleute prüfen, ob die Güter korrekt angemeldet sind, setzen Steuern und Abgaben fest und sorgen für die Einhaltung zahlreicher Bestimmungen zum Schutz der Bevölkerung und Wirtschaft. Zusammen mit in- und ausländischen Partnerbehörden erfüllt das BAZG ebenfalls Aufgaben im Bereich Sicherheit und Migration sowohl im Grenzraum als auch im Bahnverkehr und an Flughäfen. Das BAZG beteiligt sich seit 2011 an Frontex-Einsätzen an den Schengen-Aussengrenzen.

## Organisation und Zuständigkeit
Der Hauptsitz des Bundesamts für Zoll und Grenzsicherheit befindet sich in Bern.
Das Schweizer Zollgebiet ist in sechs Regionen aufgeteilt.
- Zoll Nord: Basel-Stadt, Basel-Landschaft, Aargau
- Zoll Nordost: Schaffhausen, Thurgau, Zürich, Zug, Schwyz, Luzern, Obwalden, Nidwalden, Glarus
- Zoll Ost: St. Gallen, Appenzell Innerrhoden, Appenzell Ausserrhoden, Graubünden, Fürstentum Liechtenstein
- Zoll Süd: Uri, Tessin
- Zoll West: Genf, Waadt, Wallis
- Zoll Mitte: Jura, Neuenburg, Bern, Freiburg, Solothurn[4]

Das Bundesamt für Zoll und Grenzsicherheit ist nicht nur für die Schweiz zuständig, sondern auch für die deutsche Gemeinde und Exklave Büsingen am Hochrhein und das Fürstentum Liechtenstein. Bis Ende 2019 war die italienische Gemeinde und Exklave Campione d’Italia auch de facto Schweizer Zollgebiet.

## Transformation
Im Rahmen des Programms DaziT entwickelt sich das BAZG bis 2026 schrittweise weiter.
Neben Prozessvereinfachung und -digitalisierung werden auch die rechtlichen Grundlagen angepasst (Totalrevision des Zollgesetzes). Die bisherigen Berufe «Zollfachfrau/mann» und «Grenzwächterin/Grenzwächter» werden im neuen Berufsbild «Fachspezialist/in Zoll und Grenzsicherheit» vereint sowie Arbeitsmittel und Infrastruktur auf mehr Flexibilität und Mobilität ausgerichtet. In diesem Rahmen wurde die Behörde zum 1. Januar 2022 umbenannt in Bundesamt für Zoll und Grenzsicherheit.
Die Reformbemühungen werden teilweise scharf kritisiert. Insbesondere die vorgesehenen Befugniserweiterungen werden in Frage gestellt oder Bewaffnung und Uniformierung kritisch gesehen.
Am 10. Mai 2023 wurde der sofortige Rücktritt von Christian Bock als BAZG-Direktor verkündet. Seine Aufgaben übernahm seine bisherige Stellvertreterin Isabella Emmenegger interimistisch. Per 1. Januar 2024 hat der Bundesrat Pascal Lüthi zum Direktor ernannt.
Per 1. Januar 2024 ist die Aufhebung der Industriezölle in Kraft getreten.

## Personalbestand ab 2001
| Jahr | Vollzeitstellen |
| ---- | --------------- |
| 2001 | 4'905           |
| 2002 | 4'895           |
| 2003 | 4'908           |
| 2004 | 4'821           |
| 2005 | 4'687           |
| 2006 | 4'524           |
| 2007 | 4'436           |
| 2008 | 4'427           |
| 2009 | 4'502           |
| 2010 | 4'520           |
| 2011 | 4'399           |
| 2012 | 4'398           |
| 2013 | 4'396           |
| 2014 | 4'469           |
| 2015 | 4'520           |
| 2016 | 4'543           |
| 2017 | 4'458           |
| 2018 | 4'479           |
| 2019 | 4'481           |
| 2020 | 4'519           |
| 2021 | 4'442           |
| 2022 | 4'424           |
| 2023 | 4'384           |
| 2024 | 4'234           |